# Велика фрка
Велика фрка је српски филм из 1992. године, који је режирао Милан Јелић, а сценарио су написали Властимир и Љубомир Радовановић.

## Радња
Чеда је службеник којег сви малтретирају. Он је „девојка за све“. Шета пудлицу, кува кафу за друштво покераша његове супруге... Чеда полази у бању јер је његова ташта одлучила да баш тада иде на годишњи одмор, а он је наравно обавезни пратилац. Када се због посла сам врати, затиче велику фрку у својој кући, пуно изазовних, непознатих девојака, локалних силеџија и других, смешних сподоба. Он се нађе у чуду како да се из свега тога испетља.
Последњу улогу у филму одиграо је Јован Јанићијевић.

## Улоге
| Глумац                   | Улога              |
| ------------------------ | ------------------ |
| Драган Николић           | Чеда (Чедоморац)   |
| Радмила Живковић         | Марта              |
| Оливера Марковић         | Ковиљка Славковић  |
| Миливоје Мића Томић      | Ђорђе Славковић    |
| Велимир Бата Живојиновић | Сима               |
| Јован Јанићијевић Бурдуш | Јован Аксентијевић |
| Владимир Перишић         | Пеца               |
| Оливера Јежина           | Беба               |
| Андријана Виденовић      | Нина               |
| Небојша Бакочевић        | Кант               |
| Ксенија Јанићијевић      | Мира               |
| Војка Ћордић-Чавајда     | Рада Команчи       |
| Горан Радаковић          | Аца Наркоза        |
| Тања Кецојевић           | Дара Шиз           |
| Игор Первић              | Миле Делирко       |
| Ева Рас                  | Покерашица         |
| Мирослава Николић        | Покерашица 2       |
| Ратислава Гачић          | Покерашица 3       |
| Душан Тадић              | Полицајац          |
| Добрица Јовановић        | Конобар            |
| Даница Марковић          | Власница Казанове  |
| Катица Жели              |                    |
| Вук Павловић             |                    |
| Маја Ружић               |                    |